# Індія на зимових Олімпійських іграх 1964
Індія на зимових Олімпійських іграх 1964 в Інсбруку (Австрія) була представлена одним спортсменом у гірськолижниму спорті. Індія вперше брала участь в зимовій Олімпіаді. Індійські спортсмени не здобули жодних медалей.

## Спортсмени
| Вид спорту          | Чоловіки | Жінки | Всього |
| ------------------- | -------- | ----- | ------ |
| Гірськолижний спорт | 1        | 0     | 1      |
| Всього              | 1        | 0     | 1      |

## Гірськолижний спорт
У гірськолижному спорті Індію представляв один спортсмен в одній дисципліні. Єремія Буяковський мав 24 роки, і він дебютував на Олімпіаді. Буяковський польського походження отримав громадянство Індії, коли його родина переїхала туди наприкінці 1940-х років, а пізніше навчався в Сполучених Штатах, де він отримав освіту в Університеті Денвера. 30 січня він брав участь у швидкісному спуску серед чоловіків, але не зміг завершити свій забіг через травму.
| Єремія Буяковський | швидкісний спуск (чоловіки) | не фінішував | – |